# Myzaphis bucktoni
Myzaphis bucktoni är en insektsart. Myzaphis bucktoni ingår i släktet Myzaphis och familjen långrörsbladlöss. Inga underarter finns listade i Catalogue of Life.